# Arrondissement de Zierikzee
L'arrondissement de Zierikzee est une ancienne subdivision administrative française du département des Bouches-de-l'Escaut créée le 15 mai 1810 et supprimée le 11 avril 1814.

## Composition
Il comprenait les cantons de Brouwershaven, Tholen et Zierikzee.